# Adolfo Gonzales Chaves
Adolfo Gonzales Chaves (popularnie nazywane Chaves) – miasto w Argentynie, w prowincji Buenos Aires. Centrum administracyjne Partido Adolfo Gonzales Chaves. Jest położone 450 km na południowy zachód od stolicy prowincji miasta La Plata.
W 1886 r. przy nowo otwartej linii kolejowej łączącej Tandil i Tres Arroyos powstała stacja kolejowa nazwana "Estación Adolfo Gonzales Chaves". W 1906 r. na ziemiach podarowanych przez potomków polityka Adolfo Gonzalesa Chavesa powstała osada nazwana jego imieniem. W 1916 r. gubernator Marcelino Ugarte utworzył Partido Adolfo Gonzales Chaves. W dniu 28 października 1960 r. miejscowość otrzymała prawa miejskie.

## Sport
W Adolfo Gonzales Chaves odbyła się część 32. Mistrzostw świata w szybownictwie organizowanych przez FAI. Złote medale wywalczyli na nich m.in. Polacy: Sebastian Kawa w klasie 15m (zawody odbywały się w miejscowości Uvalde w Teksasie) i standard oraz Zbigniew Nieradka w klasie 18m (zawody również odbywały się w Uvalde).